# Hopea thorelii
Hopea thorelii là một loài thực vật thuộc họ Dipterocarpaceae. Loài này có ở Lào và Thái Lan.